# Бегиристайн, Чики
Айто́р (Чи́ки) Бегириста́йн Му́хика (баск. и исп. Aitor «Txiki» Begiristain Mujica; 12 августа 1964, Олаберрия, Страна Басков, Испания) — испанский футболист баскского происхождения, выступавший на позиции полузащитника. После завершения игровой карьеры стал техническим секретарём «Барселоны». С октября 2012 года спортивный директор «Манчестер Сити».

## «Реал Сосьедад»
Чики начал свою футбольную карьеру в 1982 году в «Реал Сосьедаде» в возрасте 18-ти лет. В нём он провёл 187 игр и забил 23 гола, играя на позиции вингера. В сезоне 1982-83 он сыграл 16 игр. В 1984 году новым тренером клуба становится Джон Тошак. Бегиристайн всё чаще начал появляться в стартовом составе вместе с такими игроками как Луис Арконада, Альберто Лопес Уфарте, Хосе Мари Бакеро и Луис Лопес Рекарте. В 1987 году Чики был на пике своей карьеры в родном клубе. В финале Кубка Испании «Реал Сосьедад» встретился с «Атлетико Мадрид». Чики забил красивый гол, приведший команды к серии пенальти, в которых «Атлетико» уступил.
В сезоне 1987—1988 Чики помог «Сосьедаду» занять второе место как в Лиге, так и в Кубке, уступив оба трофея каталонскому гранду «Барселоне», к которому Чики, Бакеро и Рекарте присоединились через месяц.

## «Барселона»
Трансфер футболиста обошёлся «Барселоне» в 350 миллионов песет. Первый гол за новый клуб Чики забил уже в дебютном матче против «Эспаньола», закончившимся победой «сине-гранатовых» со счетом 2:0. Вместе с такими баскскими игроками, как Хосе Мария Бакеро, Андони Субисаррета, Хулио Салинас и Йон Гойкоэчеа он вошёл в легендарную команду мечты Йохана Кройфа. В «Барселоне» Бегиристайн играл на левом краю. Его постоянные забегания, точные навесы и острые прострелы стали крайне эффективным оружием каталонского клуба. Кроме того, Бегиристайн раскрылся как бомбардир: в первых 75 матчах он забил 22 гола — всего на один меньше, чем за весь сан-себастьянский период.
С 1994 года Айтор Бегиристайн уже не всегда попадал в стартовый состав «Барселоны». Последним матчем футболиста в «Барселоне» стала летняя товарищеская встреча с «Фигересом», в которой он вышел на замену и забил гол.

## «Депортиво Ла-Корунья»
Став свободным агентом, Айтор выбирал место продолжения карьеры между «Атлетиком» из Бильбао и «Депортиво Ла-Корунья». В итоге он подписал контракт с клубом из Ла-Коруньи, которым в то время руководил первый тренер Чики Джон Тошак. Главный тренер «Депортиво» поставил перед руководством галисийцев условие, что клуб приобретет ему Бегиристайна. В итоге руководство пригласило Чики в команду. Новичок сразу же помог команде выиграть Суперкубок Испании, в котором ей противостоял мадридский «Реал» (3:0 дома и 2:1 с голом Багиристайна в гостях). С приходом в «Депортиво» молодого бразильца Ривалдо перспективы Чики попадания в состав стали призрачными. В последнем матче сезона 1996/97 Бегиристайн забил единственный гол и принёс команде третье место в чемпионате страны.

## Закат карьеры
Последним клубом Чики стал японский «Урава Ред Даймондс». 
«По финансам это было оптимальное предложение. Здесь я нашел футбол куда менее напряженный, без той страсти, что присуща Европе. Спорт здесь — разновидность отдыха, а результат не имеет особого значения. Переезд на другой континент — это как звонок будильника. Ты понимаешь, что как футболист доживаешь последние дни, но в то же время, у тебя появляется возможность уделить внимание лично своей персоне, своему развитию», — вспоминал Бегиристайн. — Если бы не проблемы со спиной, я бы остался ещё на какое-то время в «Джей-Лиге».Чики Бегиристайн
 Наработанные за два года связи позже помогут «Барселоне» закрепиться на азиатском, в частности, японском рынке. После карьеры футболиста Чики работал на телевидение Каталонии «Televisió de Catalunya». После стал техническим директором «Барселоны».
Раньше с каждым новым тренером в команду приходило по шесть-семь игроков, но это тупиковый путь: такой клуб, как «Барса» не может зависеть от стиля и представлений конкретного тренера, напротив, это тренер должен как можно скорее адаптироваться к нашему стилю.Чики Бегиристайн

## Сборная
За сборную Испании Чики сыграл 22 матча и забил 6 голов. Дебют пришёлся на товарищеский матч с Чехословакией, которая проиграла 2:1. Бегиристайн получил вызов в национальную сборную Испании и поехал на первенство континента 1988 года, правда, вышел на поле лишь в матче с итальянцами. На ЧМ-1990 его не пригласили, ЧЕ-1992 Испания вовсе пропускала, а два года спустя на чемпионате мира в США Чики отличился с пенальти (гол в ворота сборной Швейцарии), Испания выбыла из борьбы в четвертьфинале, уступив итальянцам.

## Достижения

### Командные
«Реал Сосьедад»
- Обладатель Кубка Испании: 1986/87

«Барселона»
- Чемпион Испании (4): 1990/91, 1991/92, 1992/93, 1993/94
- Обладатель Кубка Испании: 1989/90
- Обладатель Суперкубка Испании (2): 1991, 1992
- Обладатель Кубка европейских чемпионов: 1991/92
- Победитель Суперкубка УЕФА: 1992

«Депортиво Ла-Корунья»
- Обладатель Суперкубка Испании: 1995

## Клубная статистика
| Выступление          | Выступление      | Выступление      | Лига | Лига | Кубок страны | Кубок страны | Еврокубки | Еврокубки | Другие | Другие | Итого | Итого |
| Клуб                 | Лига             | Сезон            | Игры | Голы | Игры         | Голы         | Игры      | Голы      | Игры   | Голы   | Игры  | Голы  |
| -------------------- | ---------------- | ---------------- | ---- | ---- | ------------ | ------------ | --------- | --------- | ------ | ------ | ----- | ----- |
| Реал Сосьедад        | Примера          | 1982/83          | 16   | 0    | 2            | 0            | —         | —         | 4      | 0      | 22    | 0     |
| Реал Сосьедад        | Примера          | 1983/84          | 33   | 3    | 8            | 0            | —         | —         | 4      | 1      | 45    | 4     |
| Реал Сосьедад        | Примера          | 1984/85          | 31   | 5    | 9            | 1            | —         | —         | 2      | 0      | 42    | 6     |
| Реал Сосьедад        | Примера          | 1985/86          | 29   | 1    | 3            | 0            | —         | —         | 6      | 1      | 38    | 2     |
| Реал Сосьедад        | Примера          | 1986/87          | 42   | 9    | 10           | 4            | —         | —         | —      | —      | 52    | 13    |
| Реал Сосьедад        | Примера          | 1987/88          | 36   | 5    | 9            | 4            | 4         | 1         | —      | —      | 49    | 10    |
| Реал Сосьедад        | Итого            | Итого            | 187  | 23   | 41           | 9            | 4         | 1         | 16     | 2      | 248   | 35    |
| Барселона            | Примера          | 1988/89          | 38   | 12   | 3            | 0            | 9         | 2         | 2      | 0      | 52    | 14    |
| Барселона            | Примера          | 1989/90          | 37   | 10   | 7            | 0            | 4         | 1         | 2      | -      | 50    | 11    |
| Барселона            | Примера          | 1990/91          | 33   | 6    | 6            | 0            | 8         | 2         | 1      | 0      | 48    | 8     |
| Барселона            | Примера          | 1991/92          | 34   | 7    | 2            | 0            | 8         | 2         | 2      | 0      | 46    | 9     |
| Барселона            | Примера          | 1992/93          | 37   | 15   | 5            | 2            | 4         | 2         | 5      | 3      | 51    | 22    |
| Барселона            | Примера          | 1993/94          | 20   | 7    | 3            | 0            | 10        | 2         | 1      | 0      | 34    | 9     |
| Барселона            | Примера          | 1994/95          | 24   | 6    | 1            | 0            | 6         | 0         | 1      | 2      | 32    | 8     |
| Барселона            | Итого            | Итого            | 223  | 63   | 27           | 2            | 49        | 11        | 14     | 5      | 313   | 81    |
| Депортиво Ла-Корунья | Примера          | 1995/96          | 33   | 2    | 2            | 0            | 7         | 1         | 2      | 1      | 44    | 4     |
| Депортиво Ла-Корунья | Примера          | 1996/97          | 10   | 2    | 3            | 0            | —         | —         | —      | —      | 13    | 2     |
| Депортиво Ла-Корунья | Итого            | Итого            | 43   | 4    | 5            | 0            | 7         | 1         | 2      | 1      | 57    | 6     |
| Всего за карьеру     | Всего за карьеру | Всего за карьеру | 453  | 90   | 73           | 11           | 60        | 13        | 32     | 8      | 618   | 122   |